# کریووکلاتسکو پروتتستد لاندستساپه ارا
کریووکلاتسکو پروتتستد لاندستساپه ارا (به چکی: Křivoklátsko Protected Landscape Area) یک منطقهٔ مسکونی در جمهوری چک است که در ناحیه بروون واقع شده‌است.